# Карстен Фішер
Карстен Фішер (нім. Carsten Fischer, 29 серпня 1961) — німецький хокеїст на траві.
Олімпійський чемпіон 1992 року, срібний призер 1984, 1988 років, учасник 1996 року.